# Зуев, Дмитрий Дмитриевич (военный)
Дми́трий Дми́триевич Зу́ев (21 октября 1890 — 26 июня 1931) — офицер Лейб-гвардии Преображенского полка, полковник (1917), участник Первой мировой войны.

## Биография
Происходил из потомственных дворян Псковской губернии. Родился 21 октября 1890 года в Вене, в семье военного агента в Австро-Венгрии полковника  (впоследствии — генерала от инфантерии) Дмитрия Петровича Зуева.
Воспитывался в Пажеском Его Императорского Величества корпусе. С 1 сентября 1907 года считался на действительной военной службе. По окончании корпуса по 1-му разряду (его имя, как наилучшего, было внесено на мраморную доску Пажеского корпуса), 6 августа 1909 года был произведён по экзамену из камер-пажей в подпоручики и выпущен в Лейб-гвардии Преображенский полк. Служил младшим офицером, с 25.04.1911 — полковым адъютантом. В декабре 1913 года за выслугу лет был произведён в поручики гвардии со старшинством с 06.08.1913.
Участвовал в Первой мировой войне с 20 августа 1914 года в составе своего полка; с 7 августа 1915 года — командующий 4-й ротой.
С 19 января по 15 июня 1916 года находился в командировке в Ставке Верховного главнокомандующего, — работал переводчиком (в совершенстве владел английским, французским, немецким и шведским языками). По свидетельству служившего в Ставке М. К. Лемке, «Д. Д. Зуев подал рапорт об отправке его в Преображенский полк — ему совестно сидеть здесь, когда началось настоящее дело».
По возвращении в полк из командировки — младший офицер 1-й Его Величества роты. В июле 1916 года был произведён в штабс-капитаны гвардии, в ноябре 1916 — в капитаны гвардии.
В боях был дважды ранен: у д. Свинюхи (18.08.1915) и у Корытницкого леса (07.09.1916). В декабре 1916 года лечился в Петрограде, в лазарете Общины Святой Евгении, от последствий ранений.
В 1917 году был назначен командующим 1-й роты, затем — командующим 1-го батальона действующего гвардейского Преображенского полка.
Был произведён 5 октября 1917 года из капитанов гвардии в полковники.
После Октябрьской революции, в декабре 1917 года, в составе Преображенского полка, прибыл из фронта в Петроград. В начале 1918 года был назначен председателем полковой демобилизационной и ликвидационной комиссии (у себя на квартире спрятал полковое знамя Преображенского полка, которое было обнаружено в 1930 году при обыске). В мае 1918 года, после демобилизации и упразднения гвардейского Преображенского полка, был уволен из армии.
В 1918—1919 годах — сотрудник Главархива в Петрограде. В сентябре 1919 года вступил в военную службу в Красную армию в качестве военспеца.
В 1923 году завербован ОГПУ при СНК СССР (оперативный псевдоним: «Аккуратный»). Был участником операции «Трест». В 1924—1928 годах участвовал в операции «Д-7» иностранного отдела КРО ГПУ, с целью установления контакта с британской разведкой с последующим выявлением эмиссаров председателя РОВС генерала А. П. Кутепова.
Несколько лет работал в Ташкенте. Преподавал на Курсах усовершенствования командного состава в Ленинграде. В звании комбрига занимал должности начальника строевого отдела Ленинградского военного округа и начальника лужских военных лагерей.
Арестован 25 декабря 1930 года органами ОГПУ как «участник контрреволюционной офицерской организации» по делу «Весна» (по «Гвардейскому делу»); приговорён 30 мая 1931 года особым совещанием при Коллегии ОГПУ к расстрелу. Расстрелян 26 июня 1931 года. В феврале 1932 года Политический Красный Крест сообщил его сестре, Марии Дмитриевне Зуевой, о его смерти в тюрьме.
В 1957 году — посмертно реабилитирован.

## Награды
- Медаль «В память 100-летия Отечественной войны 1812» (1912)
- Медаль «В память 300-летия царствования дома Романовых» (1913)
- Орден Святого Станислава 3-й степени (ВП от 06.12.1913)
- Медаль «В память 200-летия морского сражения при Гангуте» (1914)
- Орден Святой Анны 3-й степени с мечами и бантом (ВП от 28.10.1914)
- Орден Святой Анны 4-й степени с надписью «За храбрость» (1914; утверждено ВП от 09.02.1915)
- Орден Святого Станислава 2-й степени с мечами (1914; утверждено ВП от 02.05.1915)
- Орден Святой Анны 2-й степени с мечами (ВП от 13.05.1915)
- Мечи и бант к ордену Святого Станислава 3-й степени (1915; утверждено ВП от 15.09.1915)
- Высочайшее благоволение «За отличия в делах...» (ВП от 23.01.1916)
- Британский Военный крест (1915/1916)
- Орден Святого Владимира 4-й степени с мечами и бантом (в 1917 году был представлен к награждению)

## Семья
Жена (с 1896): Ксения Владимировна (урожденная Селивачёва — дочь В. И. Селивачёва). Их дети: Владимир (1923—1980-е), Дмитрий (1926—2013), Иван (1927—1999).